# Ciudad Juárez
Ciudad Juárez er en mexikansk by med 1.142.354 indbyggere (pr. 2000). Den ligger i delstaten Chihuahua tæt på grænsen til USA; lige over for den amerikanske by El Paso. Juarez er en af verdens farligste byer grundet narkotika. I 2006 indledte man kampen mod narkoen, hvilket har resulteret i et stigende dødstal fra år til år.[kilde mangler]
31°44′42″N 106°29′06″V / 31.745°N 106.485°V